# Kulma

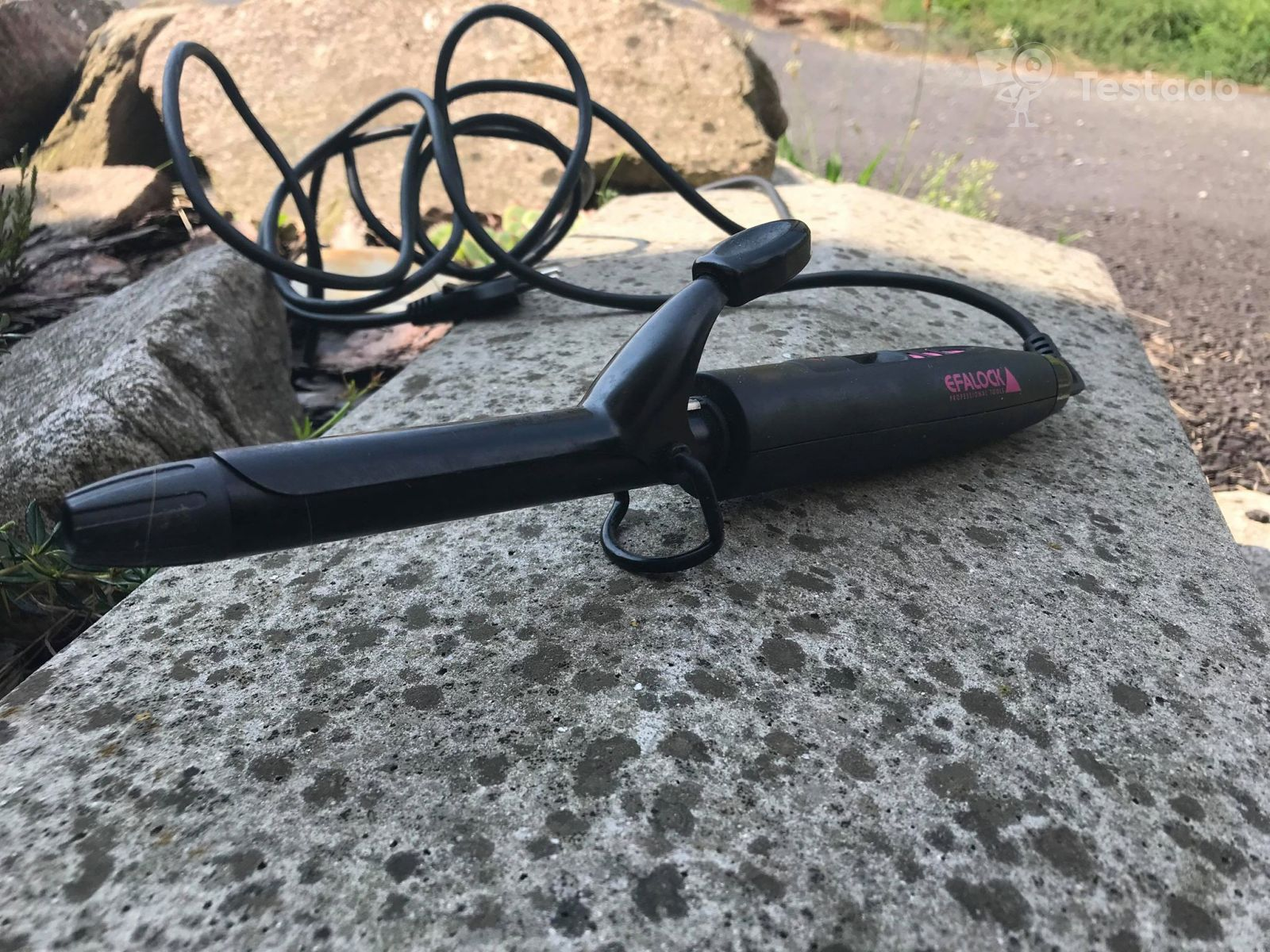
Kulma na vlasy

Elektrická kulma na vlasy patří mezi nástroje, sloužící k úpravě vlasů, za pomoci tepla. Úprava probíhá formou namotávání kadeře na zahřátou část zařízení. Velikost a kvalitu loken určuje tvar a tloušťka pracovní části kulmy, povrch i konstrukce, svou roli hraje také její teplota, a použitá technika úpravy. Lokny (kadeře, prstýnky) lze dále tvarovat.
Existují tři obecné druhy: kulmy, které se používají k vytváření kudrnatých vlasů, žehličky, ty se používají k narovnání vlasů, a krepovací žehličky (tzv. krepovačky), které se používají k vytváření celé plochy vln o požadované velikosti.

## Historie
Historie úpravy vlasů je stará skoro jako lidstvo samo. Již v dávných dobách si např. v Africe domorodé ženy i muži upravovali, a dokonce nastavovali, vlasy. Používali k tomu přírodní materiály, žíně i zvířecí chlupy. Muži z některých kmenů si dodnes mažou na hlavu zvířecí trus a jíl, aby vlasy držely podle jejich představ. Pro starověké Egypťany byla úprava vlasů nedílnou součástí denní hygieny, ženy si vlasy splétaly do copánků, nebo je kadeřily za použití různých pomůcek. Římanky si natáčely vlasy na rozpálené kovové tyče, aby jim vlny dlouho vydržely. Manželka císaře Claudia vymyslela vlasové tužidlo z včelího vosku, sádla a oleje z pryskyřice (dnes terpentýn).

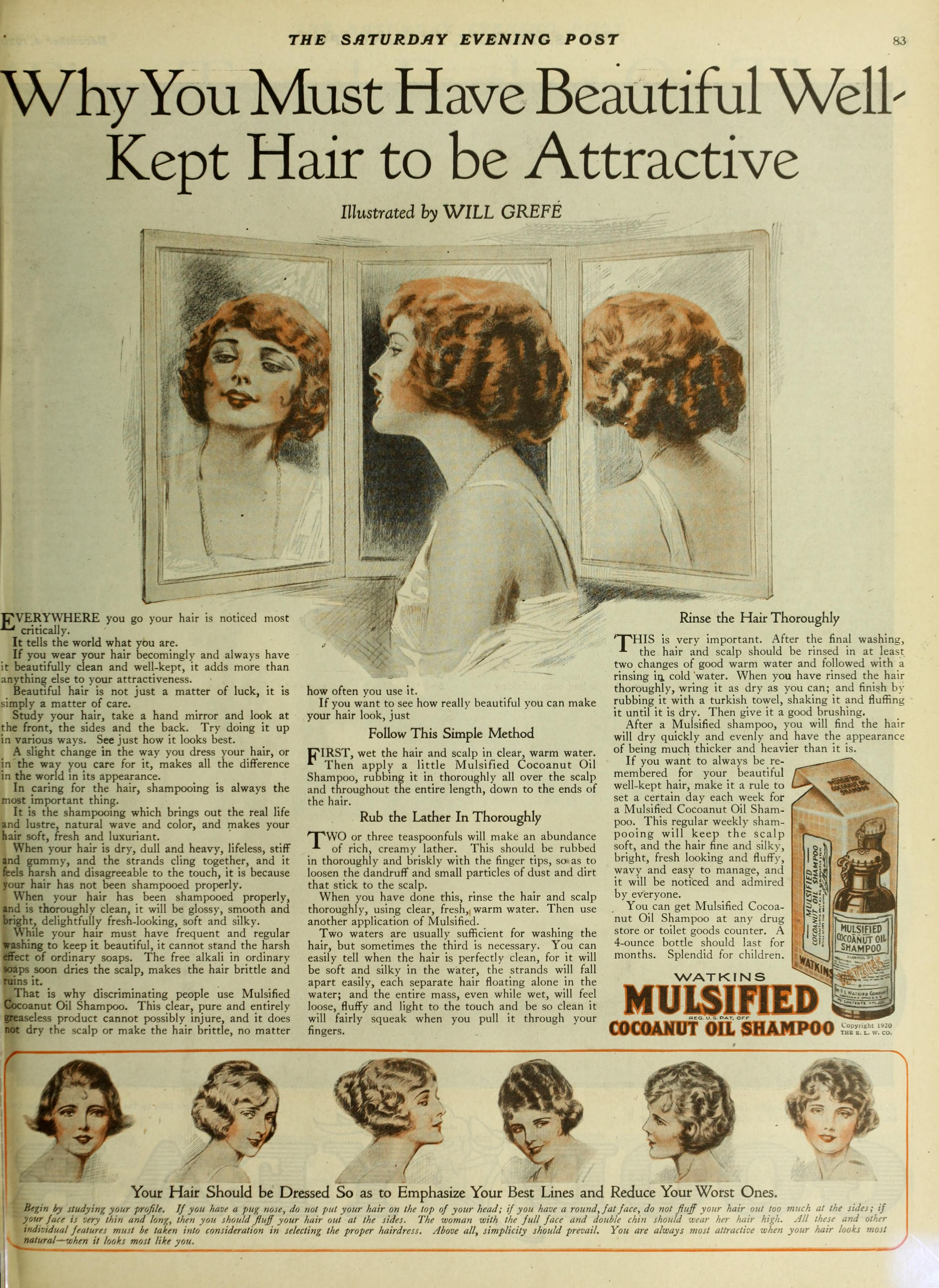
Dobový tisk – o vlnách

### 19. století
V roce 1882 použila Erica Feldman první zařízení (podobné tyči či silnému drátu) k úpravě vlasů, nicméně úprava nevydržela dlouho a vlasy se dost ničily (podle WikiAnswers).
Kolem roku 1890 se francouzský (posléze přesídlil do USA) kadeřník François Marcel Grateau (1852–1936) pokoušel upravovat vlasy železnými kleštěmi (skoro „kulmou“), které byly zahřívány přímo nad otevřeným ohněm. Otáčení touto „kulmou“, směrem nahoru, kombinoval s prací hřebenem, a vytvořil na vlasech tzv. Marcel Wave – Marcelovu vlnu. Tuto vlasovou úpravu posléze zpopularizovala herečka Jane Hadingová. Vytváření vln (v několika krocích) mělo přesný postup (návod byl vydán i knižně). Nevýhodou těchto kleští bylo obtížné udržování jejich správné provozní teploty – když nebyly dostatečně teplé, vlna nedržela, pří vysoké teplotě se vlasy spálily. Bylo nutné pracovat opatrně, před použitím na vlasech se teplota ondulačních kleští musela zkoušet na kusu papíru. Pokud papír shořel (začal doutnat, nebo měnil barvu na hnědou), kleště byly příliš horké.
V roce 1900 použila Afroameričanka Madame C. J. Walker (1867–1919) také horká železa s hřebeny, ale jejich zuby byly širší. Používala je především k narovnávání vlasů (převážně americké černošské komunity). Svůj vynález kombinovala, pro větší výsledný efekt, s vlastními dobovými kosmetickými prostředky.

### 20. století

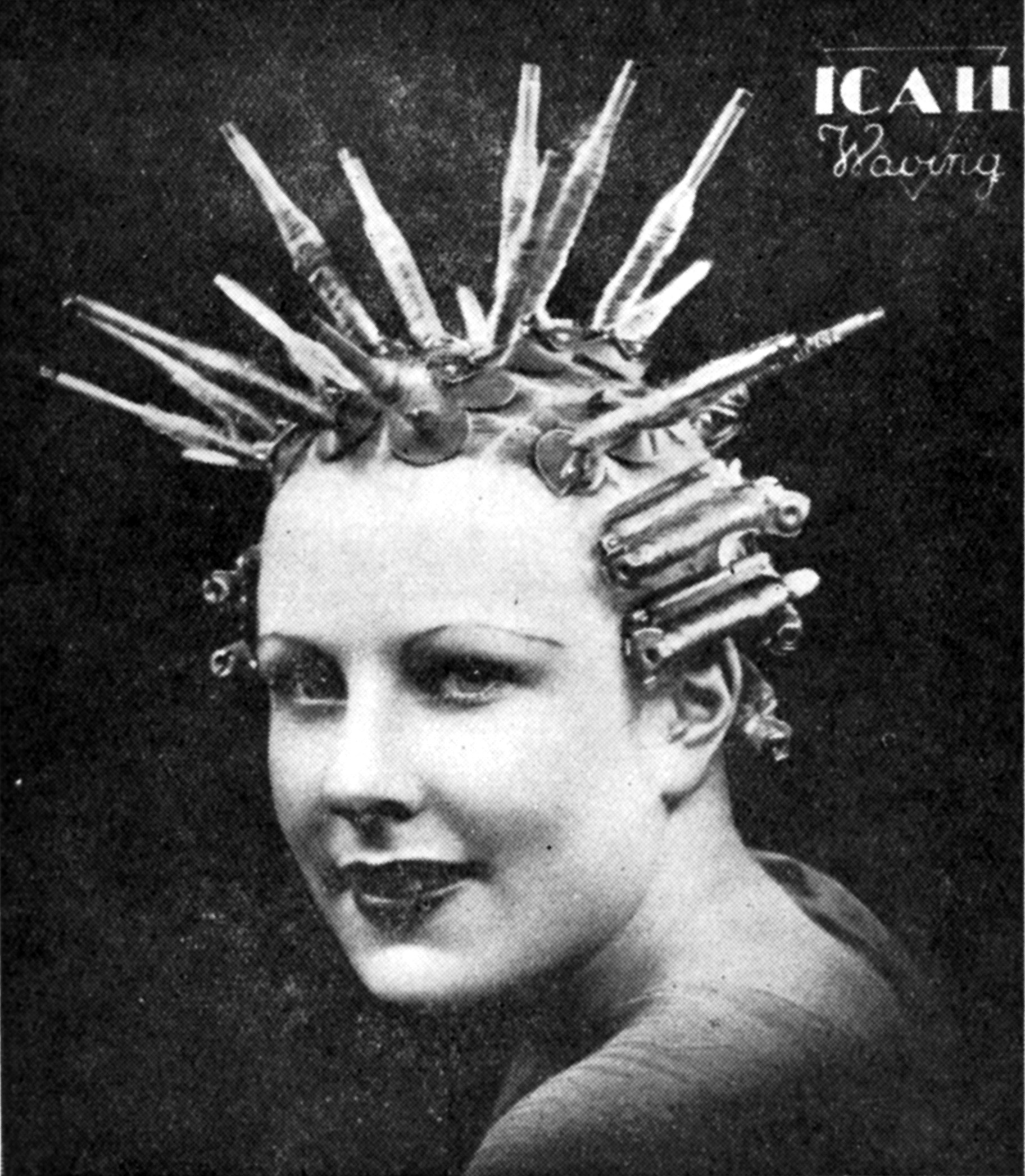
Jak taky vytvořit vlny

V roce 1909 se Američan Isaac K. Shero stal majitelem patentu na stylingový nástroj, který už byl podobný dnes používaným plochým vlasovým žehličkám. Skládal se ze dvou vyhřívaných, volných kovových desek, které byly samostatně stlačovány k sobě. Navrhl ho tak, aby horké desky byly hladké, a mohly klouzat po vlasech, čímž se snížilo riziko poškození vlasů (např. od hřebenových zubů).
V roce 1912 spojila Angličanka (ze Skotska) Jennifer Bell Schofield výsledky práce svých předchůdců, a nechala vyrobit zařízení, sestávající ze dvou, spolu již uprostřed spojených, vyhřívaných destiček (tyčí), čímž se nejvíce přiblížila dnešní podobě moderní kulmy.
Způsob kadeření vlasů se v průběhu let zdokonaloval, ale významnější vynález přišel v roce 1945, kdy Francouz Eugene Schueller (z laboratoří L'Oreal) použil tyče o různých průměrech. V roce 1960 vyvinul L'Oreal také polymerní lak na vlasy, který držel kadeře na požadovaném místě.
V roce 1959 byla francouzskou kadeřnickou dvojicí – René Lelièvre (posléze založil firmu BaByliss Pro a Roger Lemoine, představena první elektrická kulma. Jejich verze byla vylepšením všeho předchozího, vlasy se již neničily, teplotu bylo možné regulovat, riziko popálení rukou či hlavy se minimalizovalo.
Před elektrickými se používaly plynové ondulační kleště. V některých materiálech je jako vynálezce kulmy uváděn Hiramo Maxim (zemřel v roce 1916), nebo také Afroameričanka Ada Harris (zemřela v roce 1927), která podala svůj patent v roce 1895.

### Současnost

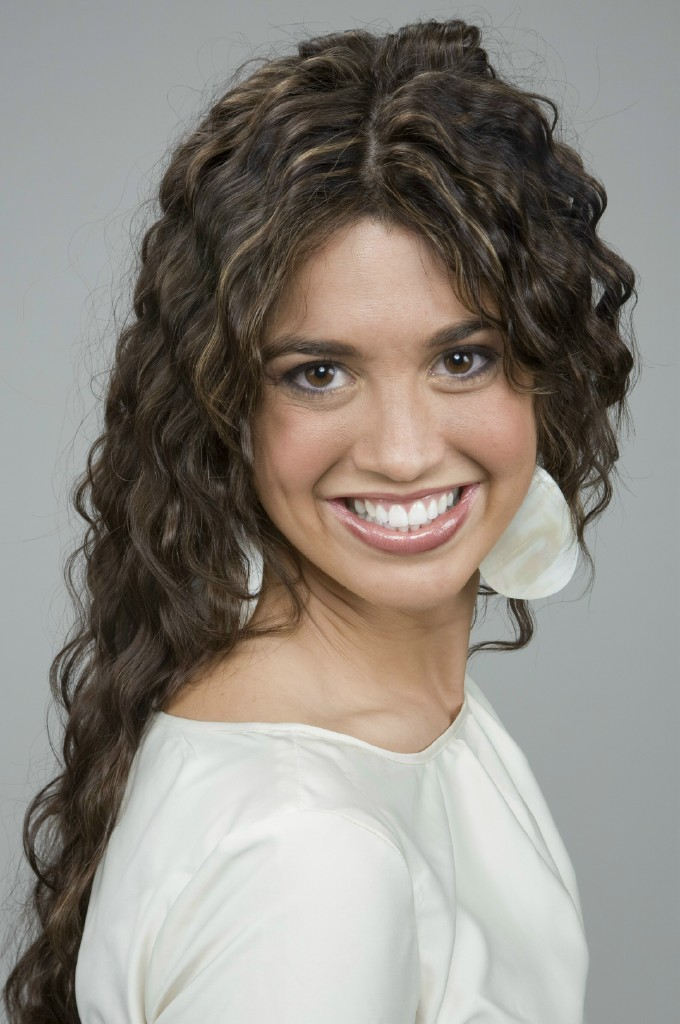
Vlasy, upravené kulmou

V průběhu 20. století se kulmy a vlasové žehličky staly, díky práci mnoho stylistů a techniků, pohodlnějšími a mnohem bezpečnějšími. Denně se používají k vytváření vlasových vln a spirálových kadeří, hlavně-válce s největšími průměry se používají k vytváření tvaru a objemu celého účesu.
Existuje mnoho různých typů a druhů, které se mohou lišit podle průměru, materiálu a tvaru válce, i typu rukojeti. Současné kulmy a vlasové žehličky mají většinou plastovou, mnohdy ergonomicky tvarovanou, rukojeť. Pracovní válec či žehlicí plochy jsou většinou z kovu, teflonu, titanu nebo keramiky, z nichž každý materiál má své klady a zápory. Kulmy se liší druhem, způsobem využití, podle šířky (pro drobné lokýnky či velké vlny) a tvaru jejich pracovní plochy, taky cenou, značkou a kvalitou. Průměr hlavně – válce může být 1–5 cm. Tvarem bývá válec buď rovný, nebo má kónický tvar, na železe může být připevněn kartáč. Kulma může mít také pružinovou (pro jednoduchost používání je nejoblíbenější), klipsovou (k práci se sponou) nebo tzv. Marcelovu rukojeť. Při použití rukojeti Marcel (pojmenované po Marceli Grateau), je nutná určitá zručnost a vlastní síla. Z tohoto důvodu je práce obtížnější, používají ji většinou profesionální stylisté v kadeřnických salonech.
Mnohé ze současných kulem se dokáží zahřát na pracovní teplotu již do 30 sekund od zapnutí. Provoz je navíc bezpečný, protože se, zpravidla po 60 minutách nečinnosti, automaticky vypnou. Jejich konec je vždy studený (nehrozí popálení krku či pokožky hlavy), často jsou vybaveny žáruvzdorným pouzdrem. Některé mají možnost nastavení teploty (od 130 °C do 210 °C), zvolené nastavení lze zafixovat a uzamknout. Informace o aktuální teplotě se ukáže na displeji. Většina kulem-klipsů je dodávaná s kevlarovou ochrannou rukavicí, aby se zabránilo popálení při práci, všechny disponují i pomocným odkládacím stojánkem. Jsou vybaveny mnoha dalšími funkcemi – třeba ionizací, nebo studeným vzduchem (kulmofény). Jemné, infračervené iontové teplo, které nezničí vlasy a může pomoci opravit poškozené vlasové folikuly, produkují např. keramické ploché žehličky. Další inovativní žehličku předvedla fa Dyson, mimo nové technologie úpravy vlasů má přístroj baterii, která vydrží 30 minut bez zapojení do sítě. Nabíjení trvá asi 70 minut a je magnetické.

## Dělení
Vybrat si správnou kulmu na vlasy je důležité především proto, že na každý typ vlasů a účesu se hodí jiný druh kulmy. Většina z nich vytváří dokonale hladké a lesklé vlny, a jejich obsluha je jednoduchá i pro laiky. Otočná pohyblivá rukojeť (včetně elektrické přívodní šňůry) napomáhá snadné manipulaci při kulmování. 

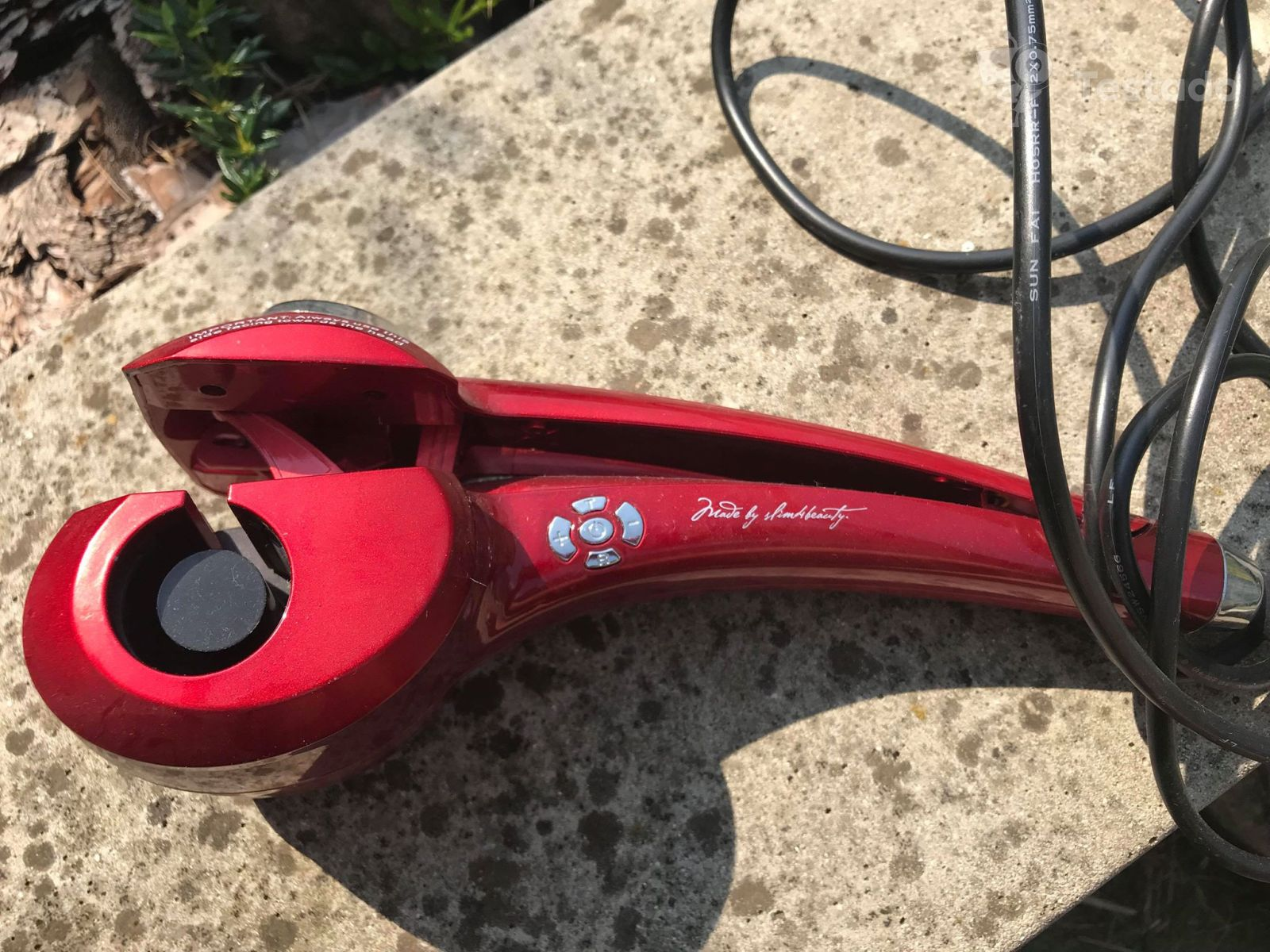
Automatická kulma

### Druhy
- Klasická kulma – se vyznačuje rovnou konstrukcí, může mít také kleště, s jejichž pomocí se vlasy zachytí, a pak lépe namotávají a kulmují do požadovaného tvaru.
- Kónická kulma – ideální pro úpravu dlouhých kadeří, prstýnků a kudrnatých girland, konstrukce je schopna vytvořit větší vlny u kořínků, u konečků zase menší. Ideální nástroj pro kulmování vlnitých vlasů (pro přirozený vzhled).
- Eliptická kulma – konstrukce má tvar elipsy, což se příznivě projevuje během úpravy kadeře – kulma nezanechává viditelné otlaky.
- Trojkulma – kulma pro rychlou úpravu vlasů, vhodná pro tvorbu tzv. Finger Waves účesu.
- Spirálová kulma – je vhodným nástrojem pro tvorbu pravidelných loken. Některé modely zvládnou dvě velikosti vln.
- Automatická kulma –jedná se o samonavíjecí kulmu na vlasy, s navíjecím motorkem. Nejlepší volba pro úpravu dlouhých vlasů.
- Kulmofén – zařízení, které kombinuje klasický fén a kulmu, na hlavni-válci je kartáč, kterým se vlasy natáčí, skrz proudí vzduch.
- Parní kulma – již spíše raritou. Tato kulma pracuje s generátorem páry, který dokáže vytvořit dlouhotrvající účes

### Teplota

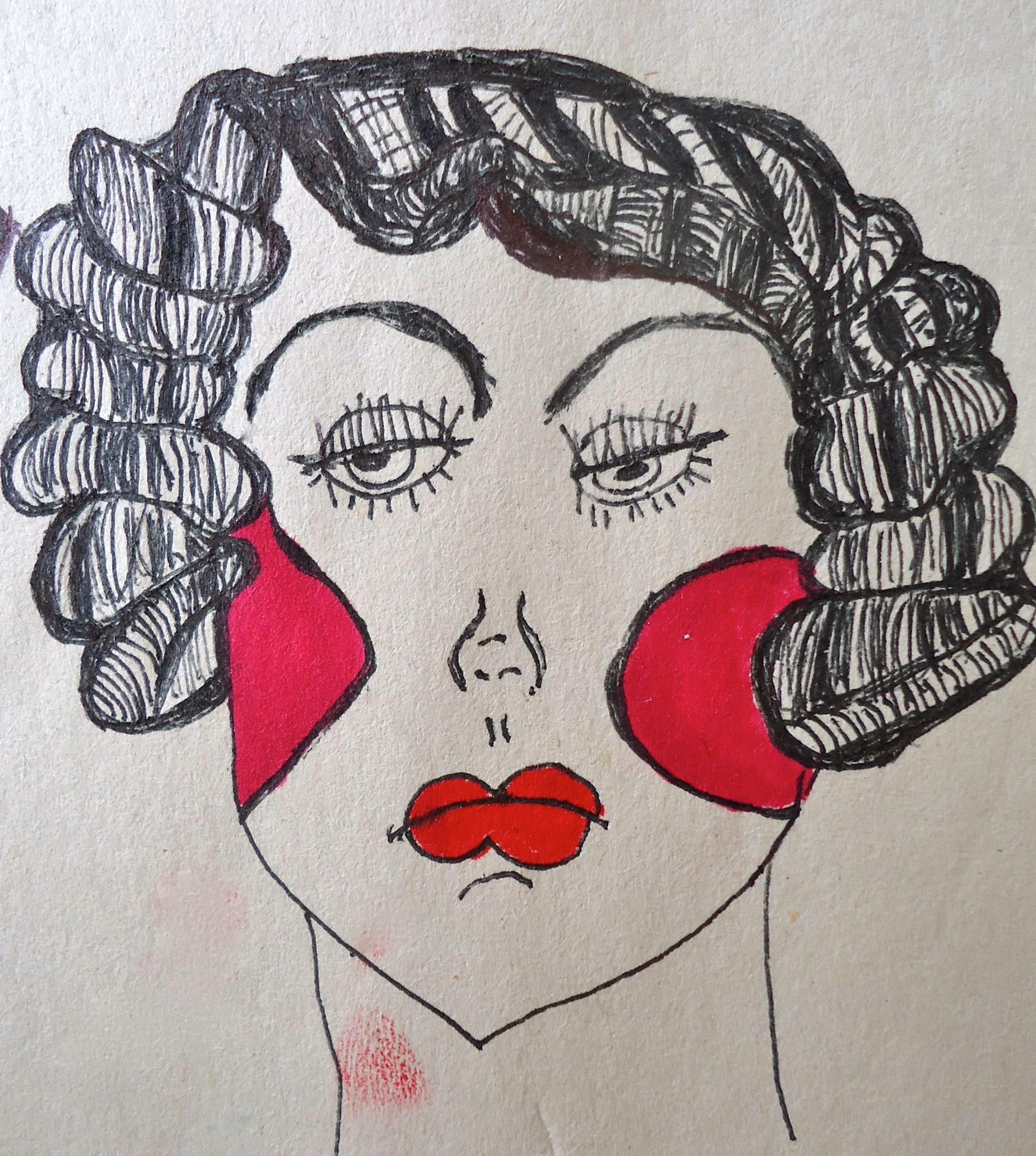
Kresba účesu s „Marcel´s Waves“

Pro dokonalou úpravu vlasů je důležitá správně zvolená teplota. Zatímco základní modely kulmy na vlasy jsou vybaveny pouze tlačítkem ON/OFF, kvalitnější modely mají zabudovánu funkci regulace teploty. Pro jemnější vlasy kadeřnice doporučují používat spíše nižší teplotu, zatímco pro husté je lepší vyšší pracovní teplota.
- Teplota do 150 °C – Pro křehké, slabé a poškozené vlasy
- Teplota do 170 °C – Pro jemné a řidší vlasy
- Teplota do 200 °C – Univerzální teplota
- Teplota do 240 °C – Pro silné, husté a nepoddajné vlasy